# Departamento de Malem Hoddar
El Departamento de Malem Hoddar es uno de los 45 departamentos de Senegal y uno de los cuatro departamentos de la Región de Kaffrine. Se subdivide en dos distritos. El departamento fue creado tras la remodelación administrativa del año 2008.

## Administración
Su capital es la ciudad de Malem Hoddar.
Está compuesto por cuatro distritos que son:
- Distrito de Darou Minam 2
- Distrito de Sagna